# Desiree Derrez
Desiree Derrez (Sittard, 26 oktober 1953) is een Nederlands voormalig televisieproducente en eindredacteur.

## Biografie

### Jeugd en opleiding
Derrez werd geboren in Sittard en groeide op als één na jongste in een katholiek gezin van vijf kinderen. Toen ze in Amsterdam ging wonen volgde ze daar een hbo lerarenopleiding aan De Witte Lelie.

### Loopbaan
Derrez was vanaf 1975 werkzaam als uitvoerend producent bij haar eigen audiovisueel bedrijf "AVVIA" in Amsterdam. Hierna werkte ze als docent bij onder meer "Het Koorenhuis" in Den Haag, "De Fabriek" in Zaandam en "HKU Media" in Hilversum. In die zelfde periode werkte ze als eindredacteur en uitvoerend producent voor de publieke omroepen VARA, KRO, NCRV, Teleac en de Humanistische Omroep. In 2001 was ze eindredacteur van het programma Marc-Marie opgenomen van Marc-Marie Huijbregts.
Vanaf 2002 trad Derrez in vaste dienst bij de VARA waar ze eindredacteur werd van de tv-programma's FF wat anders en HONK!. In datzelfde jaar werd ze vaste projectleider van het tv-programma Kinderen voor Kinderen. Ze vervulde deze functie tot 2018. In 2020 richtte ze het project WAUW! op. Hier worden AZC-kinderen geleerd te dansen en te zingen en zo hun talenten te ontdekken. Ze ging in maart datzelfde jaar met pensioen.

## Tv-programma's
- Lopend vuur (1990)
- Een man van alle wijken (1992)
- Een stem tegen geweld (1993)
- No problem! (1993)
- Yoy (1993)
- Knoop in je zakdoek (1995)
- 50 jaar actief humanisme (1995)
- De nacht (1995)
- Praktische filosofie (1997)
- De lievertjes van klik  (1997)
- Denken doorzien (1999)
- HONK! (1999-2002)
- FF wat anders (2000-2002)
- Marc-Marie opgenomen (2001)
- Jules Unlimited (2002)
- Kinderen voor Kinderen (2002-2018)